# 浅野克己 (陸軍軍人)
浅野 克己（あさの かつみ、1899年（明治32年）2月12日 - 1943年（昭和18年）5月29日）は、大日本帝国陸軍軍人。最終階級は陸軍少将。功四級。

## 経歴
石川県出身。1920年（大正9年）5月、陸軍士官学校第32期卒業。1931年（昭和6年）陸軍大学校第43期卒業。
兵務課高級課員を経て、1940年（昭和15年）8月、陸軍大佐に進む。翌年の1941年（昭和16年）10月、第23軍高級参謀に補され、広東で大東亜戦争に入り、香港島攻略などを指導した。1943年（昭和18年）5月29日に戦死し陸軍少将に没後特進した。